# Spindasis collinsi
Spindasis collinsi är en fjärilsart som beskrevs av Jan Kielland. Spindasis collinsi ingår i släktet Spindasis och familjen juvelvingar. Inga underarter finns listade i Catalogue of Life.